# Chikamatsu Monzaemon
Chikamatsu Monzaemon (Japans: 近松 門左衛門) (Echizen, 1653 – Amagasaki, 6 januari 1725) was een Japanse schrijver en theatermaker die zich bezighield met kabuki-theater en de bunraku. Zijn positie als de meest vooraanstaande theaterauteur van zijn tijd zou hem later de officieuze titel "Shakespeare van Japan" opleveren. Zijn bunraku-stuk The Love Suicides at Sonezaki (曽根崎心中, Sonezaki Shinjû, 1703) zou seminaal worden in de verdere ontwikkeling van de Japanse literatuur. De auteur is vooral bekend voor zijn poppenspel, Battles of the Coxinga (国姓爺合戦,  Kokusen'ya kassen, 1715) dat met een doorlopende opvoeringstijd van 17 maanden de gebruikelijke populariteit van stukken in het genre ver overtrof. Chikamatsus oeuvre omvat naar schatting 160 theaterstukken. Hij wordt in een adem vernoemd met Ihara Saikaku en Matsuo Basho als zijnde de toonaangevende schrijver van zijn tijd binnen zijn genre.

## Leven

### Jeugd en introductie tot de Japanse kunstwereld
Er is niet veel informatie beschikbaar over Chikamatsu Monzaemons jeugdjaren. Gedacht wordt wel dat hij afstamde van het geslacht van de Sugimori, een geslacht van samoerai dat vrij machtig was en zich voornamelijk in en rond de stad Osaka concentreerde. Deze familie verkreeg haar invloed door een van Chikamatsu's voorvaderen, Sanjo Sanmi Chujo Sanetsugu, die nauwe banden onderhouden zou hebben met Toyotomi Hideyoshi. Vier generaties later zou de vader van Chikamatsu de sociaal vooraanstaande positie van zijn familie verliezen en een ronin worden. Als middelste zoon van deze meesterloze samoerai zou Chikamatsu geboren geboren worden, waarschijnlijk te Echizen (de hedendaagse Fukui-prefectuur), onder de naam Sugimori Nobumori.
Gedurende zijn tienerjaren verhuisde het hele gezin naar Kioto, waar zijn vader een nieuwe loopbaan vond als arts onder de daimyo Matsudaira. Als zoon van een aristocratische familie bezigde de jonge Chikamatsu zich in eerste instantie voornamelijk met het werken als page voor meerdere andere adellijke families. Reeds als jongen toonde de theatermaker in spe zijn interesse voor literatuur en poëzie, in welk verband hij verklaarde altijd de kunsten te hebben verkozen boven het militarisme waar zijn familie mee in verband werd gebracht. Dat mondde in 1671, toen hij net achttien jaar was geworden, uit in de publicatie van een haiku van zijn hand, die door Yamada Gerin was opgenomen in diens gedichtenbundel, Takaragura.
Na enkele jaren als page gewerkt te hebben, verliet hij zijn familie op de leeftijd van 19 jaar om zich te gaan verdiepen in de leer van het Japanse boeddhisme. Naar alle waarschijnlijkheid deed hij dit in de Chikamatsu-tempel (近松時) te Omi. Hoewel men kan aannemen dat hij van plan was om gedurende een langere periode in deze tempel te verblijven, zorgde de executie van een van de priesters voor opschudding. De priester had een misdaad begaan en werd daarom ter dood gebracht. Dit incident bracht schande over de tempel en spoedig keerden de leken terug naar huis. Chikamatsu besloot daarop voorlopig te logeren bij zijn broer, die nog steeds in Kioto woonde.
Toen de jongen daarna maar besloot opnieuw als page voor aristocratische families te gaan werken, kwam hij terecht bij een familie in de provincie Ichijo. In hun dienst kwam hij voor het eerst in contact met het No-theater. Later werkte hij ook voor een andere familie, waarvan de pater familias Ogimachi heette. Deze man, die zelf als dichter bunraku-stukken (meer specifiek 人形浄瑠璃 ningyô jôruri) schreef, was in dienst van een bunraku-acteur genaamd Uji Kaga, die aanzienlijke roem genoot. Ogimachi herkende het talent van de jongeman in zijn dienst, en liet hem af en toe meeschrijven aan een nieuw stuk. Chikamatsu Monzaemons passie voor de bunraku komt uit deze periode voort. Ook het kabuki-theater wekte zijn interesse. Hij kreeg een taak toegewezen als medewerker in de kabuki-theaterzaal Miyaki Mandayuza te Kioto, waarbij hij instond voor het onderhouden en herstellen van de sets en het inleiden en afsluiten van de opvoeringen.
De passie voor de Japanse literatuur van zijn tijd, gecombineerd met zijn bevoorrechte positie als lid van een samoerai-clan, evenals zijn kennis van de boeddhistische leer, maakten dat Chikamatsu de kwaliteiten had om een succesvol auteur van toneelstukken te worden. Het feit dat zijn familie geliefd was aan het keizerlijk hof zou zijn carrière daarnaast ook de duwtjes geven die het nodig had, waarop hij zou uitgroeien tot de toonaangevende theater-artiest van zijn tijd en de officiële theatermaker van het hof.

### Eerste periode: absurdisme

#### Als kabuki-auteur
Chikamatsu Monzaemon baseerde de thema's van zijn kabuki-stukken op het dagelijkse leven. Uit zijn eigen ervaringen putte hij inspiratie om de drama's die zich afspeelden in zijn verhalen kleur te geven. Zijn debuutstuk, dat hij produceerde op de leeftijd van 25 jaar en voor het eerst liet opvoeren in 1677, oogstte bijzonder veel succes. Het stuk, dat de titel The Evil Spirit of Lady Wisteria droeg, werd uitgevoerd door de acteur Sakata Tojuro, die reeds enige faam had opgebouwd, in de theaterzaal waar Chikamatsu zelf al die tijd gewerkt had. De inhoud van het stuk is verloren gegaan, maar de overlevering zegt dat het publiek de jonge schrijver een staande ovatie gaf toen de opvoering afgelopen was. Tussen Sakata en Chikamatsu groeide daarna een hartelijke samenwerkingsband, en samen scheerden ze hoge toppen qua populariteit. Als acteur en auteur zijn ze respectievelijk de symbolen bij uitstek geworden voor hun kunst gedurende de genroku-cultuur.
Ook Yugiri's Love Inzaemon is een bekend stuk dat Chikamatsu schreef voor zijn theatervriend. De stukken werden in hoofdzaak in de zaal in Kioto opgevoerd, en tot Sakata's dood in 1704 bevoorraadde de schrijver hem met een hele resem populaire stukken. De theatergroep van Sakata zou na een tijd ook de immens populaire bunraku-stukken van Chikamatsu opvoeren. Deze periode werd gekenmerkt door een grote productiviteit vanwege Chikamatsu Monzaemon, al heeft de teloorgang van heel wat van zijn werken ertoe geleid dat het tegenwoordig moeilijk is een hard getal te plakken op de precize omvang van zijn oeuvre.

#### Als bunraku-auteur
Hoewel de focus van Chikamatsu Monzaemons oeuvre tot de dood van Sakata Tojuro (1704) lag op het maken van kabuki-stukken, schreef hij naarmate hij ouder werd ook steeds meer bunraku-opvoeringen (de ningyô jôruri 人形浄瑠璃: dramatische lezingen van verhalen en gedichten die vergezeld werden van een poppenspel) voor onder andere Uji Kaga, die hij nog kende uit zijn periode als page, en Takemoto Gidayu. Vooral deze laatste deed het medium aan populariteit winnen, en het werd steeds gebruikelijker om stukken die origineel als kabuki geschreven worden om te vormen naar een poppenspel. Ook Chikamatsu herschreef een aantal van zijn werken om compatibel te zijn, en besloot daarnaast ook om de bunraku-gedichten van andere auteurs onder de loep te nemen en te verbeteren.

### Tweede periode: realisme
Hoewel Chikamatsu Monzaemon in eerste instantie populair werd met werken die, hoewel gebaseerd op elementen uit de dagelijkse realiteit, vooral een absurde weergave ervan waren, veranderde de verlangens van zijn publiek met de jaren. In de tweede helft van de genroku-periode had de invloed van Ihara Saikaku zich reeds laten voelen; de toeschouwers hadden minder interesse in de komische kanten van toneel en literatuur, die bijvoorbeeld tot uiting waren gekomen via de veelvuldige aanwezigheid van acrobaten op het podium, en een veelal lichtere toon. Chikamatsu kwam zijn liefhebbers tegemoet en begon met het schrijven van bunraku-stukken die veel dramatischer waren en bepaalde sociale thema's belichten, net zoals Saikaku dat voor hem had gedaan in diens proza-verhalen.

#### Als auteur van dramatische bunraku-stukken
Onder shogun Tokugawa Tsunayoshi was het centrum van de Japanse culturele uitspattingen verschoven van Kioto naar Edo Dit ging echter niet op voor de bunraku, die door Takemoto Gidayu en Chikamatsu naar een ongekende populariteit was gestuwd. Aangezien de populariteit van zijn voormalige grootse partner, Sataka Tojuro, tanende bleek te zijn, volgde de vermaarde auteur Gidayu dan maar naar Osaka, waar de ningyo jurori bijzonder geliefd waren geworden. Gedurende de laatste twee decennia van zijn leven zou de schrijver daarnaast ook steeds minder interesse koesteren voor de kabuki-scène, aangezien een nieuwe tendens in de kunstvorm was geslopen die de acteurs aanmoedigde tot improvisatie-dialogen. Dit was Chikamatsu Monzaemon, die zeer veel waarde hechtte aan het literair gehalte van de scripten die hij schreef, een doorn in het oog, en als gevolg richtte hij zich meer op de bunraku, waar de acteurs nog wel hun zinnen vanbuiten kenden en verbatim opvoerden.
Met Takemoto Gidayu had Chikamatsu reeds lang een vriendschap. Als nieuwelingen in de Japanse kunstwereld waren ze beide door Uji Kaga onder de vleugel genomen, en gezien hun gering leeftijdsverschil (Takemoto was drie jaar ouder dan Chikamatsu) groeiden ze snel naar elkaar toe. Toen Takemoto daarop het theatergezelschap Takemotoza oprichtte, kreeg hij de bunraku-scripts om op te voeren aangeleverd door zijn vriend.
Hun grootste succes hadden ze reeds in 1703, toen Chikamatsu Love Suicides at Sonezaki (曽根崎心中, sonezaki shinjû) schreef en dat liet opvoeren door Takemoto's theatergroep. De theaterzaal die die laatste had gebouwd, werd daarmee in één klap de meest populaire zaal van de stad. Kenmerkend voor het stuk waren de realistische elementen; het was gebaseerd op een waargebeurd verhaal, en is als dusdanig zeer representatief voor de nieuwe, meer realistische richting van Chikamatsu Monzaemons werk. Hoewel Takemoto daarna kortstondig het idee had opgevat om te stoppen met het artiestenleven en een boeddhistische monnik te worden, kwam hij snel op dat idee terug, en samen produceerden ze nog een stroom aan stukken, die allemaal een zeker modicum aan succes genoten. Voorbeelden zijn The Courtesan's Frankincense, Jamba Yosaku en The Snow Woman and the Five Battledores, onder andere.

#### Levenseinde

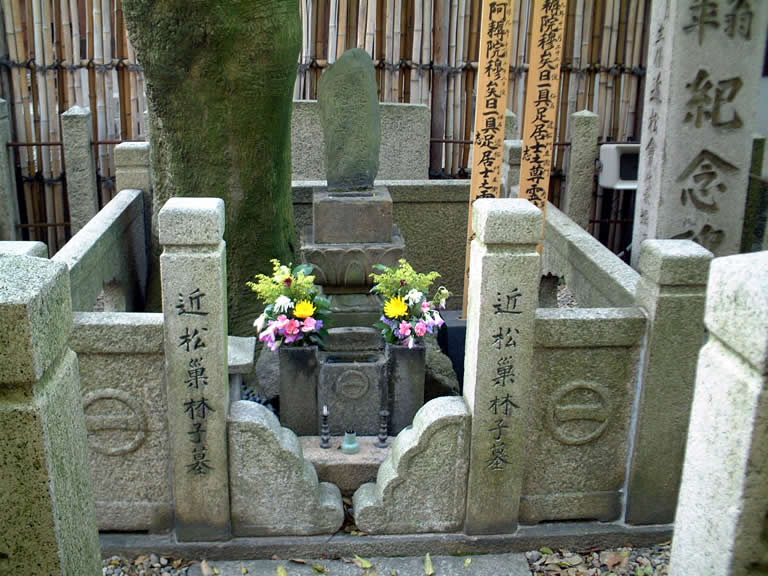
Grafmonument van Chikamatsu Monzaemon, bij de Kosai-tempel.

Het laatste stuk van Chikamatsu Monzaemon zou een van zijn meest controversiële worden. Zijn finale joruri-stuk was bedoeld als zwanenzang, en heette The Tethered Steed. Het verhaal bevatte verwijzingen naar de brandstapel die men elk jaar aanstak op de berg Higashiyama (東山) te Kioto, en die als doel had de zielen van de doden naar het hiernamaals te begeleiden. Dit onderwerp was beangstigend voor de bevolking van Osaka; al snel ging het verhaal de ronde dat het stuk een voorbode was voor een brand die de stad in de as zou leggen. Zo geschiedde ook; in maart van dat jaar sloeg een verwoestende brand toe die dertig uur woedde in de houten stad, en aan driehonderd mensen het leven kostte. Het had als effect dat het stuk van Chikamatsu voor eeuwig verbannen werd als script voor een toneelopvoering. De auteur zelf stierf enkele maanden later, waarschijnlijk ten gevolge van een ziekte. Hij stierf op de leeftijd van 72 jaar, wat maakte dat hij voor zijn tijd bijzonder oud was geworden.

## Belangrijkste werken
Hoewel Chikamatsu Monzaemon een zeer omvangrijk oeuvre wist te produceren gedurende zijn leven, dat geschat wordt op ongeveer 160 stukken, zijn er veel werken van verloren gegaan. De schrijver, die grote faam genoot gedurende en na zijn leven, is echter vooral bekend geworden met volgende twee werken.

### Battles of the Coxinga
Battles of the Coxinga (国姓爺合戦, Kokusen'ya kassen)  is een joruri-stuk dat voor het eerst opgevoerd werd op 26 november 1715 te Osaka. Het verhaal, dat wordt uitgebeeld in de meer realistische bunraku-stijl van de tweede helft van de genroku-periode, draait om een Mongoolse invasie van China. De Chinese keizer had namelijk geweigerd om zijn favoriete concubine af te staan aan de Mongoolse koning als teken van vriendschap. De keizer wordt verraden door een van zijn ministers, maar de Chinese generaal Go Sankei kan met een handvol mannen de invasie op een wonderbaarlijke manier afslaan.
Hij kan echter niet voorkomen dat zijn keizer wordt gedood, en diens concubine ontvoerd. Wanneer Go Sankei haar uiteindelijk redt, wordt zij dodelijk getroffen. De concubine is zwanger en bevalt met een keizersnede alvorens te sterven. Om het nieuwgeboren keizerskind te vrijwaren van de Mongoolse moordzucht, offert Go Sankei uiteindelijk zijn eigen pasgeboren zoon op; hij doet alsof het de zoon van de keizer is en geeft hem af aan de Mongolen. De uitzonderlijke moed, trouw en militaire capaciteiten van Go Sankei worden geprezen door het stuk.

### Love Suicides at Amijima
Love Suicides at Amijima (心中天網島 Shinjû ten no Amijima) is een joruri-stuk dat voor het eerst opgevoerd werd op drie januari 1721, en dat door Chikamatsu geschreven werd in diens laatste levensjaren. Net zoals bij Love Suicides at Sonezaki lijkt het verhaal gebaseerd op waargebeurde feiten, al heeft men nooit kunnen ontdekken welke precies. Het verhaal wordt vaak vergeleken met Shakespeares Romeo and Juliet, aangezien de plot draait om twee jonge geliefden die door hun onderlinge discrepantie in sociale status, evenals de politieke omstandigheden, niet bij elkaar mogen zijn. Hun liefde drijft hen er uiteindelijk toe samen zelfmoord te plegen. Hoewel dit een thema is dat doorheen de literaire geschiedenis is opgedoken, heeft dit toneelstuk er bijzonder toe bijgedragen dat Chikamatsu Monzaemon de "Shakespeare van Japan" wordt genoemd.
- Bibsys: 1083106
- Biblioteca Nacional de Chile: 000456479
- Biblioteca Nacional de España: XX849203
- Bibliothèque nationale de France: cb122166096 (data)
- CiNii: DA00261944
- Digitale Bibliotheek voor de Nederlandse Letteren: chik001
- Gemeinsame Normdatei: 118914707
- International Standard Name Identifier: 0000 0001 0907 2113
- Library of Congress Control Number: n79107675
- Nationale Bibliotheek van Letland: 000134500
- Bibliotheek van het Japanse parlement: 00272221
- Nationale Bibliotheek van Tsjechië: xx0060600
- Nationale bibliotheek van Australië: 35027933
- Nationale Bibliotheek van Israël: 987007274975605171
- Nationale Bibliotheek van Polen: a0000001143589
- Nationale en Universitaire bibliotheek Zagreb: 000352102
- Nederlandse Thesaurus van Auteursnamen: 071860657
- SNAC: w68p9g80
- Système universitaire de documentation: 03082866X
- Trove: 801345
- Virtual International Authority File: 61595937
- WorldCat: E39PBJfx6hQftpCpm7XdpkRdwC